# Musselshell
Musselshell é uma Região censo-designada localizada no estado americano de Montana, no Condado de Musselshell.

## Demografia
Segundo o censo americano de 2000, a sua população era de 60 habitantes.

## Geografia
De acordo com o United States Census Bureau tem uma área de
6,6 km², dos quais 6,6 km² cobertos por terra e 0,0 km² cobertos por água. Musselshell localiza-se a aproximadamente 913 m acima do nível do mar.

## Localidades na vizinhança
O diagrama seguinte representa as localidades num raio de 40 km ao redor de Musselshell.